# Säugling

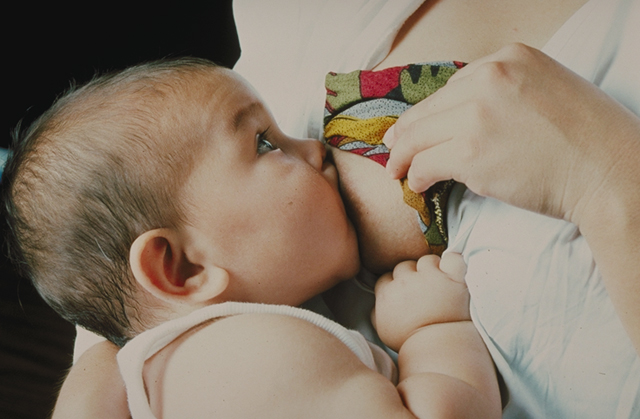
Säugling während des Stillens

Als Säugling (englisch baby) wird ein Kind im ersten Lebensjahr bezeichnet.
Nach der Geburt wird ein junger Mensch naturgemäß mit Muttermilch ernährt, durch Stillen oder Säugen an der weiblichen Brust. Ähnlich dem Nachwuchs anderer Säugetiere ist der menschliche Säugling für diese Ernährungsform kompetent durch angeborene Reflexe wie den Such- und den Saugreflex. Sie ermöglichen auch die Aufnahme flüssiger Nahrung durch Saugen an einer Babyflasche und so eine Ernährung mit Muttermilchersatz, wenn der Säugling nicht gestillt wird.

## Etymologie und Begriffsverwendungen
Das Wort Säugling entwickelte sich im Spätmittelhochdeutschen sügelinc aus dem Verb saugen für ‘Flüssigkeit mit Lippen und Zunge einziehen’, althochdeutsch sūgan im 8. Jahrhundert. Das heute umgangssprachlich meist gebräuchlichere Wort Baby wurde in den 1840er-Jahren aus dem Englischen baby als Koseform von englische babe entlehnt und gehört zu den Lallwörtern, denen – wie englisch babble – im Deutschen etwa babbeln, plappern oder brabbeln lautmalerisch gemein sind. In der Schweiz ist zudem das aus dem Französischen abgeleitete Bébé gängig, veraltend im Deutschen auch Wickelkind oder amtssprachlich Kleinstkind.

## Entwicklung
Während der ersten vier Wochen heißt ein Kind auch Neugeborenes. Nach Vollendung des ersten Lebensjahres schließt sich das Kleinkindalter an.

### Körperliche Entwicklung

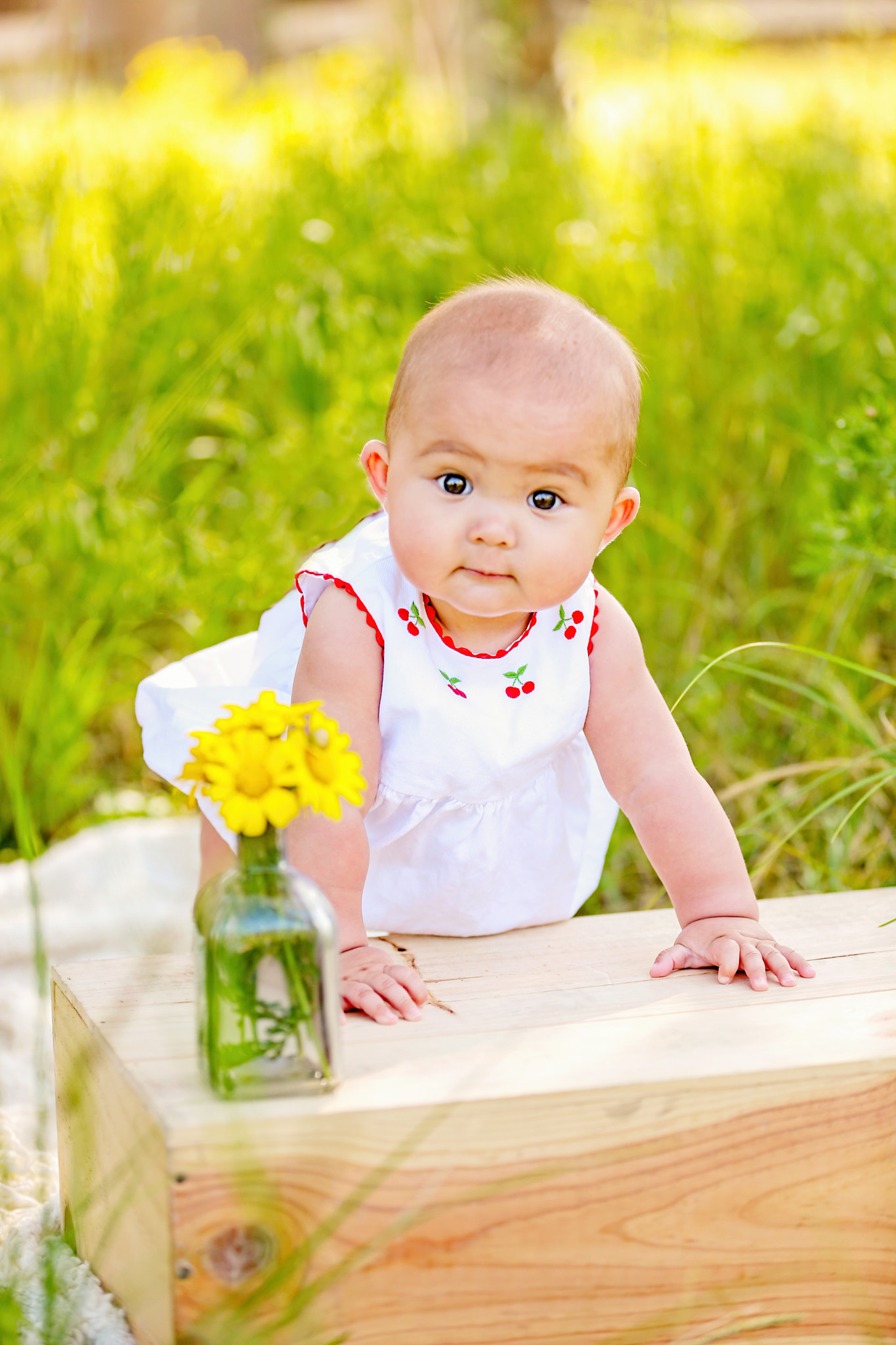
Aufstützen der Arme als Voraussetzung fürs Krabbeln und die spätere Aufrichtung zum Stehen und Laufen

Der menschliche Säugling ist wie der anderer Primaten ein Tragling. Im ersten Lebensjahr gibt es typische Entwicklungsphasen, deren zeitliche Streuung mit zunehmendem Alter größer wird. Vorübergehende Unterschiede in der Entwicklung sind häufig und können durchaus ausgeglichen werden. Auffällige oder langfristige Abweichungen der körperlichen Entwicklung sind Gegenstand der Pädiatrie. Um Entwicklungsverzögerungen frühzeitig zu erkennen, gibt es Kindervorsorgeuntersuchungen.
Nach drei bis fünf Monaten hat ein gesunder Säugling sein Geburtsgewicht verdoppelt und ist um etwa 15 Zentimeter gewachsen. Am Ende des ersten Lebensjahres wiegt das Kind etwa zehn Kilogramm, was rund dem dreifachen Geburtsgewicht entspricht, und ist circa 75 Zentimeter groß. Je älter ein Kind ist, desto größer ist auch die Streubreite für das, was hinsichtlich Gewicht und Größe als normal gelten kann. Um dem Rechnung zu tragen, werden in der Medizin Vergleiche mit der nach Alter und Geschlecht üblichen Entwicklung von Größe und Gewicht nicht nach dem Durchschnittswert, sondern anhand sogenannter Perzentilen vorgenommen.
Auch die Beurteilung der Beziehung zwischen Körpergröße und Körpergewicht orientiert sich an solchen Relativwerten, berücksichtigt darüber hinaus aber noch weitere Faktoren. Von besonderer Bedeutung ist hier der Verlauf der individuellen Wachstumskurve.
Das Verhältnis von Kopf zu Rumpf beträgt beim Säugling etwa eins zu vier, während beim Erwachsenen ein Verhältnis von eins zu acht vorliegt. Diese Art des Wachstums, das eine Proportionsänderung einschließt, nennt man allometrisches Wachstum.
Die Zeit zwischen der Empfängnis und dem zweiten Geburtstag sind für die Entwicklung über die gesamte Lebensdauer von besonderer Bedeutung, da in dieser Zeit zentrale Grundlagen für Gesundheit, Wachstum und die neuronale Entwicklung gelegt werden.

### Zahnentwicklung
Der Ablauf des Zahndurchbruchs unterliegt einer breiten Streuung. Während einige Kinder schon früh zahnen, kann sich der Ablauf auch um mehrere Monate nach hinten verschieben. In der Regel brechen im zweiten Lebenshalbjahr zuerst die mittleren Schneidezähne durch, die unteren vor den oberen, danach die seitlichen Schneidezähne. Es folgen, meist im zweiten Lebensjahr, die vier ersten Mahlzähne, anschließend die Eckzähne und schließlich die zweiten Molaren. Die volle Verzahnung der zwanzig Zähne des Milchgebisses ist meistenfalls Ende des dritten Lebensjahres erreicht.

### Sensomotorische Entwicklung
Unter sensomotorischer Entwicklung wird die dynamische Wechselwirkung von Wahrnehmungen (über Sinnesreize) und reaktiver Bewegung (über das neuromuskuläre Zusammenspiel) verstanden. Die aktuelle Forschung geht davon aus, dass der Mensch in seinem ersten Lebensjahr auf ein angeborenes Lernprogramm zurückgreift, welches ihm ermöglicht, eine kontinuierliche Entwicklung von der Geburt bis zum aufrechten Stand zu vollziehen.
Schon Säuglinge sind – wie alle Menschen – Individuen. Sie sind verschieden und haben bereits Charaktereigenschaften. Es gibt eine sehr große Bandbreite an gesunden Entwicklungen und die Reihenfolge der erlernten Fähigkeiten kann verschieden sein.

### Sprachentwicklung
In den ersten Lebensmonaten beschränken sich die Lautäußerungen des Kindes auf gelegentliches Schreien als Unmutsäußerung. Mit etwa drei bis vier Monaten beginnt der Säugling langsam, zu lallen und zu brabbeln. Schon bald werden gezielte Lautäußerungen zur Kommunikation genutzt, indem der Säugling auf Ansprache mit einzelnen Vokalen antwortet. In dieser Zeit verbessert sich die Motorik des Stimmapparates, sodass am Ende der Säuglingsperiode in den meisten Fällen Doppelsilben wie „Mama“ oder „Papa“ gesprochen werden können.

## Reflexe und Reaktionen
Reflexe sind unwillkürliche, regelhaft ablaufende Vorgänge als Antwort auf äußere Reize, aufgenommen hauptsächlich über Rezeptoren der Haut und Propriozeptoren sowie Organe des Gleichgewichtssinnes. Sie werden zentral über den Hirnstamm und das Zwischenhirn (Thalamus und Pallidum) vermittelt, die Antwort ist wenig variabel.
Reaktionen sind komplexere Antworten auf äußere Reize, die in einem bestimmten Muster erfolgen. Die Muster können unterbrochen und verändert werden.
Alle frühkindlichen Reflexe und Reaktionen sind einem bestimmten Bereich und einem gewissen Integrationsniveau im Zentralnervensystem zugeordnet. Innerhalb eines bestimmten Zeitraumes gelten sie als physiologisch und werden erwartet. Sie begleiten die sensomotorische Entwicklung des Kindes in verschiedenen Phasen und werden später abgelöst. Im Folgenden werden nur einige für die Diagnose und Behandlung wichtige Reflexe und Reaktionen erläutert. Wenn nichts anderes vermerkt ist, wird die Rückenlage als Ausgangsstellung betrachtet.

### Primitivreflexe
Palmarer Greifreflex
- Bestreichen der Handinnenflächen mit dem Daumen ⇒ Greifen, Faustschluss
- physiologisch: nullter bis sechster Lebensmonat, danach verhindert er den Handstütz und koordiniertes Greifen

Plantarer Greifreflex
- Bestreichen der Zehenballen mit dem Daumen ⇒ Zehenkrallen
- physiologisch: nullter bis elfter Lebensmonat, ab Laufbeginn stört bzw. verhindert er das Gehen

Moro
- laute Geräusche oder Erschütterungen ⇒

1. Abstreckphase (Anspannung der Streckmuskulatur und Kopfstreckung): Die Arme schnellen seitlich nach oben mit tiefem Luftholen und anschließendem Erstarren.
2. Umklammerungsphase (Anspannung der Beugemuskulatur und Kopfbeugung): Die Arme werden wieder zum Rumpf geführt und das Kind beginnt sehr laut zu schreien.

- physiologisch: ab sechster Woche nur noch Abstreckphase, baut ab mit der Fixierung des Kopfes

Galant
- das Kind wird in Bauchlage in der Schwebe gehalten und man streicht fingerbreit seitlich längs der Wirbelsäule vom Schulterblatt bis zum Beckenkamm ⇒ Seitbeugung der Wirbelsäule und Kopfdrehung zur gleichen Seite
- physiologisch: nullter bis zweiter Lebensmonat, Abschwächung bis fünfter Lebensmonat.

Schreitreflex (automatisches Gehen)
- das Kind wird mit beiden Händen seitlich am Brustkorb getragen und man lässt die Füße wechselseitig geringes Gewicht übernehmen ⇒ das Kind schreitet voran.
- physiologisch: nullter bis dritter Lebensmonat, die Beine müssen dabei gebeugt bleiben.

Extensorstoß
- das Kind wird mit beiden Händen seitlich am Brustkorb getragen und man lässt die Füße gleichzeitig geringes Gewicht übernehmen ⇒ das Kind antwortet mit einer raschen Streckung der Beine und des Rumpfes.
- physiologisch: nullter bis dritter Lebensmonat.

### Tonische Reflexe

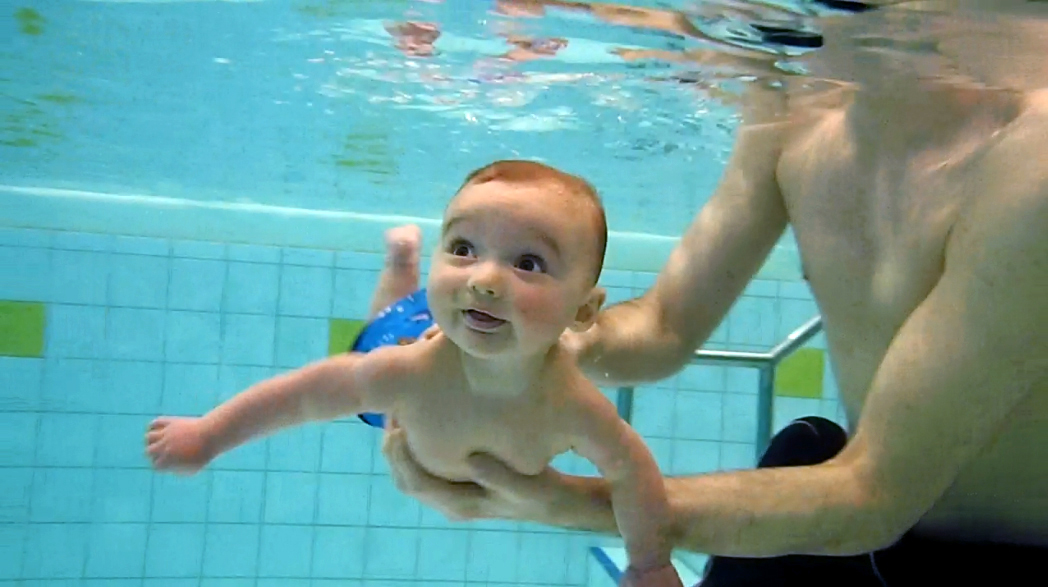
Säugling beim Babyschwimmkurs

Nach dem Abbau der Massenbewegungen und der Primitivreflexe entwickeln sich differenzierte Bewegungen, wobei der Muskeltonus von der Kopfstellung abhängt.
Es entstehen tonische Reflexe, die bei einem gesunden Säugling aber nie so stark ausgeprägt sind, dass sie die Einnahme differenzierter Körperstellungen behindern.
Wenn sie über den physiologischen Zeitraum hinaus andauern (persistieren), verhindern sie die Aufrichtung und die Entwicklung der Stell- und Gleichgewichtsreaktionen.
TLR (Tonischer Labyrinthreflex)
- Vorbeugen des Kopfes ⇒ zunehmender Beugetonus
- Rückstrecken des Kopfes ⇒ zunehmender Strecktonus
- physiologisch: nullter bis dritter Lebensmonat.

STNR (Symmetrisch tonischer Nackenreflex)
- Vorbeugen des Kopfes ⇒ Beugung der Arme und Streckung der Beine
- Rückstrecken des Kopfes ⇒ Streckung der Arme und Beugung der Beine
- physiologisch: nullter bis dritter Lebensmonat.

ATNR (Asymmetrisch tonischer Nackenreflex)
- Seitwärtsdrehung des Kopfes ⇒ Gesichtseite: Arm gestreckt, Hand locker gefaustet, Bein gestreckt mit aufgesetztem Vorfuß, Hinterhauptseite: Arm gebeugt in lockerer U-Halte, Bein locker gebeugt mit Bodenkontakt. Diese Körperhaltung wird auch als Fechterstellung bezeichnet.
- physiologisch: vierte bis achte Woche

### Stellreaktionen
Die Stellreaktionen dienen dazu, Kopf und Rumpf bei einer Lageveränderung im Raum einzustellen. Sie entwickeln sich nach dem Abbau der tonischen Reflexe, dienen der Antischwerkraftentwicklung und sind die Voraussetzung für die Stütz- und Gleichgewichtsreaktionen. Sie werden in die Willkürbewegungen integriert und bleiben in modifizierter Form ein Leben lang erhalten.
LSR (Labyrinthstellreaktion)
- ab der 6. Woche beginnt das Kind, in Bauchlage den Kopf zu heben und ihn gegen die Schwerkraft einzustellen.
- physiologisch: volle Entwicklung bis zum fünften Lebensmonat.

HSR (Halsstellreaktion)
- Wird der Kopf in Rückenlage gedreht, folgt der Körper „en bloc“.
- physiologisch: bis zum dritten Lebensmonat, danach sollte eine selektive Beweglichkeit möglich sein.

Körperstellreaktion auf den Körper
- sie ermöglicht bei einer Drehung die Rotation zwischen Schulter- und Beckengürtel.
- physiologisch: sie sollte bis zum siebten Lebensmonat voll entwickelt sein, wenn sich das Kind von Rückenlage in Bauchlage und wieder zurück drehen kann. Sie ist Voraussetzung für die Ausrichtung des Kopfes, des Rumpfes und der Extremitäten gegen die Schwerkraft.

Sprungbereitschaft
- das Kind wird seitlich am Becken in Bauchlage getragen und zügig bodenwärts in Richtung einer Unterlage geführt ⇒ das Kind bringt die Arme zum Abstützen nach vorne.
- physiologisch: ab dem fünften Lebensmonat auslösbar.

## Verhalten

### Sozialverhalten
Einen Ausdruck des Lächelns zeigen Säuglinge schon in den ersten Lebenswochen, meist im Schlaf. Mit etwa zwei Monaten wird diese Ausdrucksbewegung als soziales Lächeln zur angeborenen Antwort auf einen Kontakt.
Mit der Fähigkeit, zwischen bekannten und fremden Personen zu unterscheiden, werden auch die Antworten differenzierter. So kommt es zwischen etwa vier und acht Monaten zum Fremdeln, das eine Distanz gegenüber unbekannten Personen zeigt. Häufig beginnen Kinder in diesem Alter zu weinen, wenn sie von jemand anderem als der Mutter oder dem Vater auf den Arm genommen werden.
Mit etwa neun Monaten fängt das Kind an, von sich aus Kontakt zu einem noch unbekannten Gegenüber aufzunehmen, etwa durch Lächeln. Gegen Ende der Säuglingsperiode kann das Kind dann vertrauten Personen auf verschiedene Weise seine Zuneigung ausdrücken.

### Spielverhalten
Während mit drei bis vier Monaten noch das Spiel mit den eigenen Fingern eine häufige Beschäftigung des Säuglings ist, kann das Kind schon bald durch die fortschreitende motorische Entwicklung seine Umgebung erkunden.
Mit etwa fünf bis sieben Monaten greift der Säugling nach umherliegenden Gegenständen. Schon jetzt können diese zwischen den Händen gewechselt werden. Mit Händen, Augen und Mund beginnt der Mensch, die äußere Form eines gegriffenen Gegenstand zu erforschen. Am Ende der Säuglingsperiode spielt das Kind mit Gegenständen und untersucht auch deren inneren Zusammenhalt, indem es sie schüttelt, wirft, damit klopft oder sie wiederholt herab fallen lässt.

### „Schreibabys“
Manche Säuglinge schreien zu bestimmten Tageszeiten und lassen sich durch Herumtragen oder das Anbieten der Brust oder eines Schnullers nicht beruhigen (siehe Exzessives Schreien im Säuglingsalter). Häufige Ursachen sind Darmkoliken, Blähungen, aber auch psychosoziale Faktoren innerhalb der Familie.

## Säuglingspflege
Die Qualität der Beziehung zu betreuenden Personen und die hierbei erlernbaren Formen der Interaktion sind von eminenter Bedeutung für die psychosoziale Entwicklung und die Ausbildung soziokultureller Fähigkeiten. Schon im ersten Lebensjahr ist für den jungen Menschen nicht nur wichtig, genährt, gewärmt, gekleidet, geschützt und gewickelt zu werden. Außer einer verlässlichen äußeren Versorgung ist die kontinuierliche innige Beziehung Sorge tragender vertrauter Personen wesentlich für sein Wohlbefinden und Gedeihen. Hauptbezugsperson ist in der Regel die Mutter, doch kann auch der Vater sein Kind in Schlafphasen begleiten und ihm in Wachphasen Aufmerksamkeit schenken oder Kommunikationsangebote machen. Prompt auf Signale des Säuglings zu reagieren ist nur einer Bezugsperson möglich, die sich dafür bereithält und in ständigem Kontakt steht. Die Interpretation dieser Signale gelingt zumeist intuitiv; im Laufe des gegenseitigen Kennenlernens entstehen mit fortschreitendem Verständnis subtilere Zeichen der Befindlichkeit. Für die Kommunikation am wichtigsten sind Körperkontakte, später kann über Blicke und Laute Kontakt gehalten werden.

### Sprachentwicklung
Bezugspersonen eines Säuglings wird empfohlen, die mimischen Regungen des Säuglings aufzugreifen und widerzuspiegeln. Das Wiederholen und Nachempfinden seiner Gesichtsausdrücke ermöglicht dem Säugling ein Erleben von Wirksamkeit und ein leichteres Wiedererkennen eigener Handlungen (vergleiche Spiegelneuronen). Übertrieben wiedergegebene Mimik und Gestik werden dabei empfohlen, da sie deutlichere Formen des Ausdrucks sind. Auch das Gebrabbel des Säuglings sollte aufgegriffen und wiederholt werden. Durch gegenseitiges Nachahmen von Lauten entstehen erste kleine Dialoge. Eine betont deutliche Aussprache und melodische Intonation erleichtern das Erkennen einzelner Wörter in einem Satz. Vom Verwenden einer vereinfachten „Babysprache“ (etwa „Hast du Aua gemacht?“ anstatt „Hast du dir wehgetan?“) wird hingegen abgeraten.
Auch wenn Eltern das Gebrabbel von Säuglingen noch nicht verstehen können, führt eine zeitnahe Reaktion der Eltern auf das Gebrabbel zu einem schnelleren Spracherwerb. Dies wurde von Forschern bestätigt, die das Verhalten von Müttern gegenüber 8 Monate alten Säuglingen untersuchten und später den Wortschatz der Säuglinge testeten, als diese 15 Monate alt waren.
Eine erste wichtige Entwicklung der Säuglinge ist die Entdeckung, dass sie ihre Eltern durch Plappern beeinflussen können (Entwicklung der intentionalen Kommunikation). Eltern können dies fördern, indem sie sich mit ihren Säuglingen beim Plappern beschäftigen. Dies beeinflusst wiederum die weitere Sprachentwicklung, da sich Säuglinge dann häufiger an ihre Eltern wenden.
Frühere Studien haben gezeigt, dass die Sprache des Säuglings gefördert wird, wenn Eltern beispielsweise jedes Mal in Richtung des Säuglings lächeln oder den Säugling berühren, wenn der Säugling sie anschaut und plappert. Es hilft außerdem, wenn die Eltern auf das reagieren, was sie glauben, das ihr Säugling sagt (beispielsweise einen Ball geben oder kommentieren, wenn der Säugling den Ball anschaut und brabbelt). Die Reaktion auf Laute, die erzeugt werden, wenn der Säugling ein Objekt ansieht (objektgerichtete Vokalisationen), geben somit Gelegenheit, den Namen des Gegenstands zu erlernen. Damit lernen Säuglinge auch, dass Laute mit Objekten verbunden sind. Eine Sprachförderung wird jedoch nur erzielt, wenn Eltern als Reaktion auf das Brabbeln des Säuglings positiv reagieren (z. B. Lächeln). Eine hohe Reaktionsrate ohne einen Zusammenhang mit Äußerungen des Säuglings führt zu keiner Sprachförderung. Wenn eine Mutter stattdessen versucht, die Aufmerksamkeit des Kindes auf etwas anderes zu lenken, ist dies der Sprachentwicklung abträglich.

### Schlafen
Ein müder Säugling schläft meist innerhalb von fünf Minuten ein, wenn er von einem Elternteil am Körper getragen und dabei bewegt wird. Bewegt sich der Träger nicht oder wird der Säugling nicht am Körper getragen, dauert es länger.
Das Kind wacht in der Regel beim Ablegen nicht auf, wenn es nach dem Einschlafen zunächst noch weitere fünf bis acht Minuten getragen wird. Sofern der Säugling beim Ablegen nicht aufwacht, schläft es tiefer, als wenn es weiterhin getragen wird.
Ein Review von 2018 wertete 146 Studien zum Schlafverhalten von Säuglingen aus und listete verschiedene Faktoren auf, die einen Einfluss auf Schlafdauer und Häufigkeit des nächtlichen Aufwachens zeigen. So sind anregende Aktivitäten am Tag, Vorlesen, frühes Zubettgehen, eine Schlafroutine sowie das Vermeiden von Medienkonsum und Fernsehen vor dem Schlafengehen mit einer längeren Schlafdauer und weniger nächtlichem Aufwachen assoziiert.:S. 24
Ein ausgeprägtes elterliches Engagement beim Einschlafen wird in manchen Studien mit Problemen beim Einschlafen und häufigerem nächtliches Aufwachen in Verbindung gebracht. Dies gilt etwa, wenn die Eltern den Säugling bis zum Einschlafen wiegen und stillen oder den Säugling bis zum Einschlafen tragen und ihn anschließend ablegen. Der Säugling erwartet dann dieses Verhalten der Eltern auch wenn er nachts aufwacht und es fällt ihm schwer, sich selber zu beruhigen und wieder einzuschlafen.:S. 24 Siehe auch Schlaftraining#Schlafprobleme.
2020 bewertete eine finnische Studie die Schlafqualität anhand der Betrachtung von 6.000 Säuglingen. Knapp 40 Prozent der teilnehmenden Eltern mit acht Monate alten Säuglingen gaben an, dass sie sich Sorgen wegen deren Schlafs machen würden. Je älter Kinder werden, desto schneller schlafen sie ein, wachen weniger oft in der Nacht auf und bleiben dabei weniger lange wach. Zugleich sinkt die Gesamtschlafdauer.

Die Studie bestimmte auch Referenzwerte für einen normalen Schlaf (siehe Tabelle). Kinder, die deutlich schlechter als der Durchschnitt schlafen, profitieren in der Regel von unterstützenden Maßnahmen. Hierzu stehen verschiedene Methoden zur Verfügung. Siehe u. a. Schlaftraining
|           | Zeit bis zum Einschlafen | Aufwachen pro Nacht | Wachzeit pro Nacht |
| --------- | ------------------------ | ------------------- | ------------------ |
| 12 Monate | 0–30 Min.                | 0–2,5 ×             | 0–20 Min.          |
| 12 Monate | 30–40 Min.               | 2–4 ×               | 20–45 Min.         |
| 12 Monate | > 40 Min.                | > 4 ×               | > 45 Min.          |
| 24 Monate | 0–30 Min.                | 0–1 ×               | 0–8 Min.           |
| 24 Monate | 30–45 Min.               | 1–2 ×               | 8–15 Min.          |
| 24 Monate | > 40 Min.                | > 2 ×               | > 40 Min.          |

 = normaler Schlaf
 = Schlafhygiene sollte verbessert werden
 = es wird empfohlen, sich Hilfe zu suchen (Kinderarzt, Schlafberatung)
Die American Academy of Pediatrics empfiehlt in den Richtlinien von 2016, dass Säuglinge im Zimmer der Eltern schlafen, in der Nähe des dem Bett der Eltern, aber auf einer separaten Fläche […] idealerweise im ersten Lebensjahr, mindestens aber in den ersten 6 Monaten. Die Empfehlung soll das Risiko von sudden unexpected infant death senken. So fand eine aktuelle neuseeländische Fall-Kontroll-Studie, dass Säuglinge, die nicht im selben Zimmer untergebracht waren, ein fast dreifach höheres Risiko für einen plötzlichen Kindstod hatten. Der Grund, warum das Schlafen im gleichen Raum vor plötzlichem Kindstod schützt, ist nicht bekannt, es könnte jedoch damit zusammenhängen, dass Säuglinge im Raum der Eltern häufiger kurzzeitig aufwachen. Tatsächlich setzt sich das häufigere Aufwachen und ein kürzeres Schlafen bei Kindern, die im Raum der Eltern schlafen, auch nach 30 Monaten noch fort.

### Feinfühligkeit
Eine besondere Rolle spielt die Feinfühligkeit in der Beziehung zum Säugling. Hierunter wird verstanden, seine Verhaltensäußerungen aufmerksam wahrzunehmen, dessen Äußerungen nicht wegen eigener Befindlichkeiten falsch zu interpretieren, in der Situation sofort darauf zu reagieren und eine jeweils dem Zusammenhang und den geäußerten Bedürfnissen angemessene Reaktion zu finden. Durch einfühlsame und adäquate sowie prompte Antworten wird eine sichere Bindung gefördert.
Säuglinge zeigen ihren Grundbedürfnissen entsprechend ein angeborenes Verhalten, die Nähe zur Mutter zu suchen – oder zu einer anderen primären Bezugsperson – und fördern so ihrerseits eine Bindung. Bei einer Trennung von der Mutter protestieren Säuglinge durch Schreien und durch Körperbewegungen.

### Sonstiges
Eine beruhigende Wirkung auf Säuglinge hat das Tragen. Eine Studie von 2013 zeigte, dass in eine Wiege abgelegte Säuglinge öfter weinten und traten sowie eine erhöhte Herzfrequenz hatten (die Säuglinge waren also gestresst), während die aufgenommenen und von der Mutter beim Umhergehen getragenen sich deutlich beruhigten. Die Wirkung eines unbewegten Haltens im Arm lag zwischen der eines Umhertragens und der eines Ablegens. Dass Tragen (z. B. in einem Babytragetuch) Säuglinge zufriedener macht und sie weniger schreien lässt, hatte bereits eine randomisierte Studie von 1986 ergeben.
Seine Untersuchungen zur Darmflora des Säuglings veröffentlichte Theodor Escherich im Jahr 1886; Wilhelm Camerer berichtete 1896 über Stoffwechseluntersuchungen am Säugling. Um 1898 erfolgten Studien über den Säuglingsstoffwechsel bei gesunden und atrophischen Kindern durch Otto Heubner und Max Rubner. Zur Ernährung von Säuglingen wird von allen großen Organisationen für Säuglingsgesundheit das Stillen empfohlen. Im Jahr 2016 veröffentlichte das Deutsche Ärzteblatt Empfehlungen zur Beikost und eine Studienübersicht.
Eine Studie von 2020 zeigte, dass Kinder, die in grüneren Gegenden (also mit erhöhtem Pflanzenbewuchs) aufwachsen, eine höhere Intelligenz und ein geringeres Niveau an schwierigem Verhalten zeigen. Die Analyse von mehr als 600 Kindern berücksichtigte dabei das Einkommen und das Bildungsniveau der Eltern, um auszuschließen, dass die gezeigten Vorteile lediglich auf besser gestellten Familien mit mehr Zugang zu Grünflächen basierte.
Eine hohe Kindersterblichkeit ging historisch häufig damit einher, dass man Säuglingen noch keine ausgeprägte Persönlichkeit zuerkannte. Sie wurden oft auch anders beerdigt als ältere Kinder oder Erwachsene, manchmal außerhalb der Friedhöfe. In den Vereinigten Staaten des neunzehnten Jahrhunderts bekamen Kinder gewöhnlich erst dann einen Vornamen, wenn sie das erste Lebensjahr überlebt hatten. Auf Grabsteinen steht vor dem Nachnamen deshalb mitunter einfach „Baby“.

## Galerie: Neugeborene

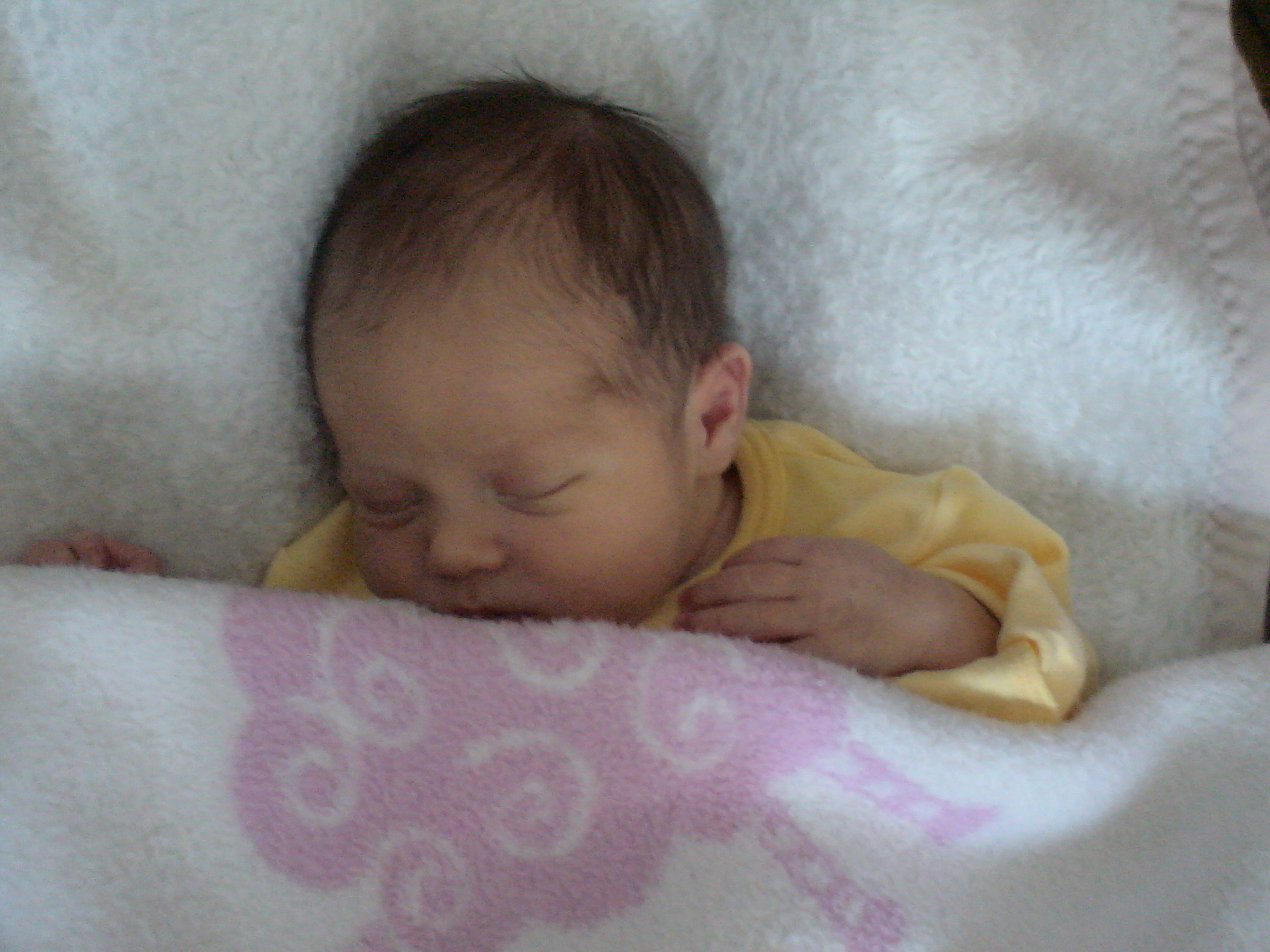
Neugeborener Mensch
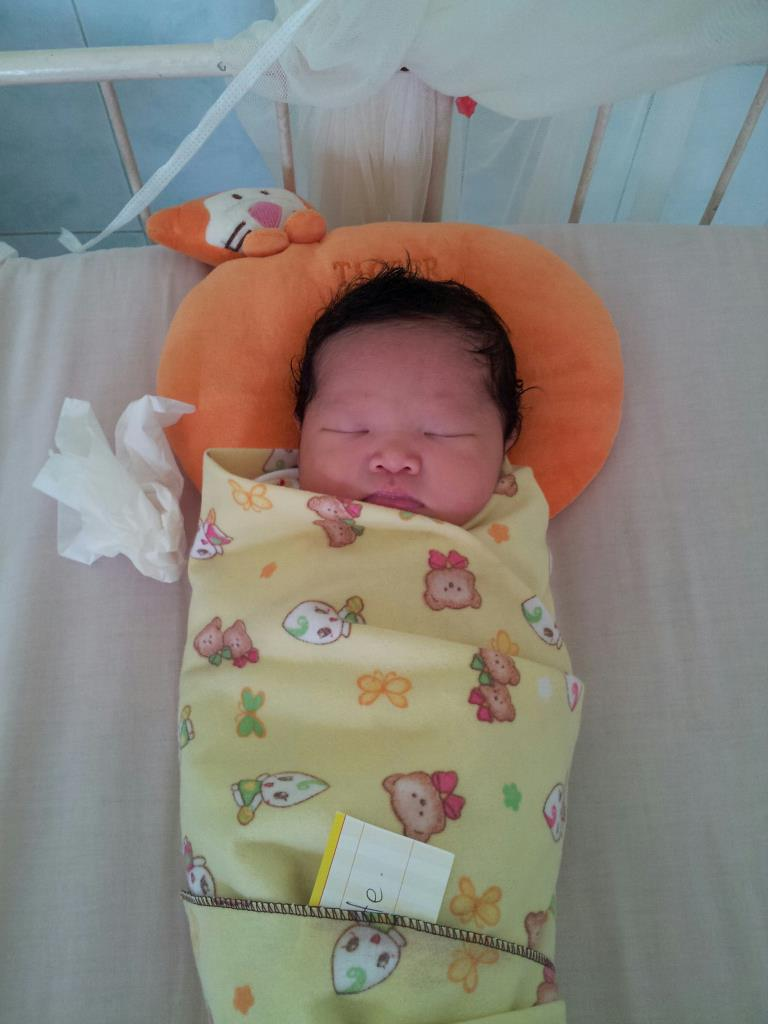
Einen Tag altes Mädchen
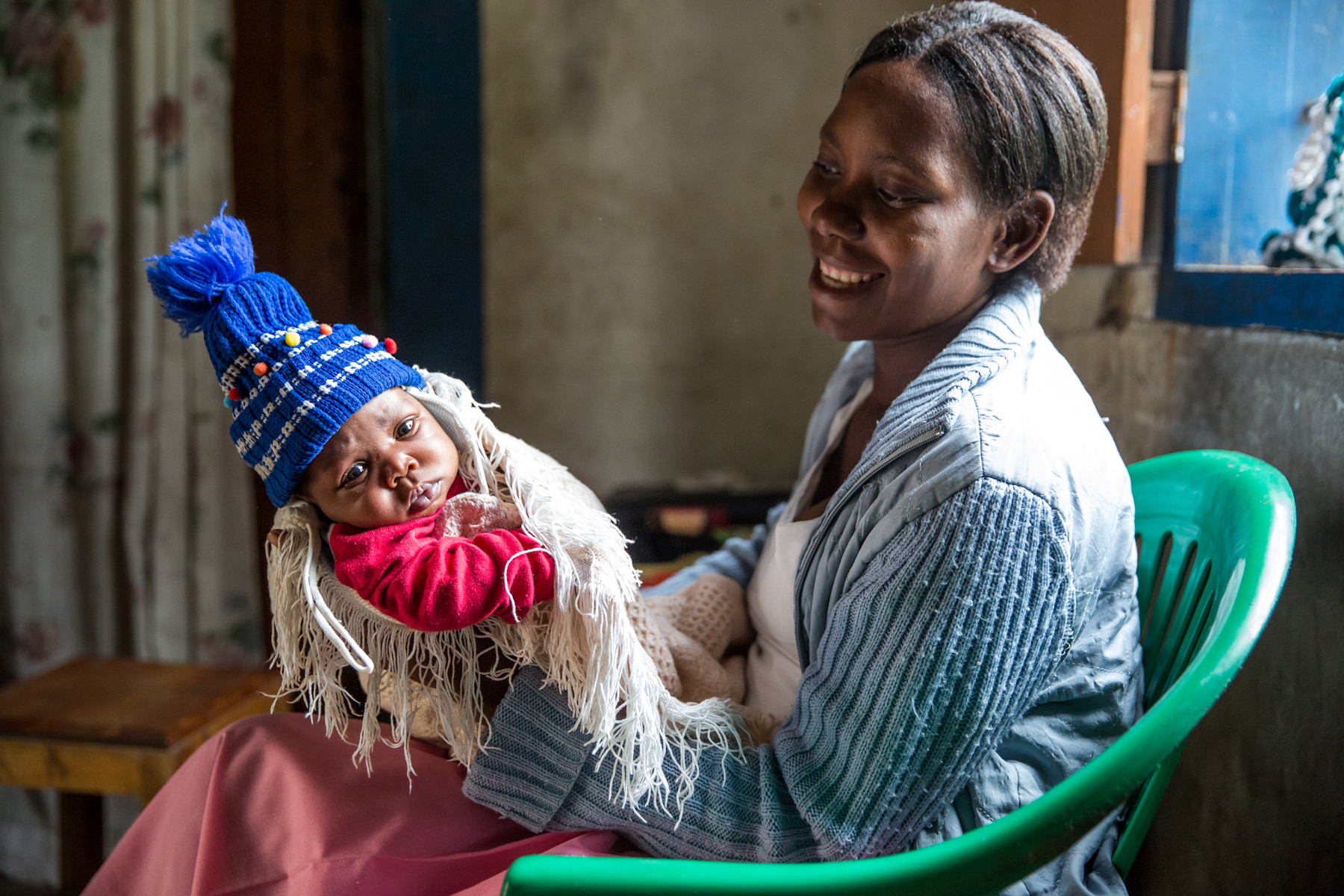
Mutter und Sohn
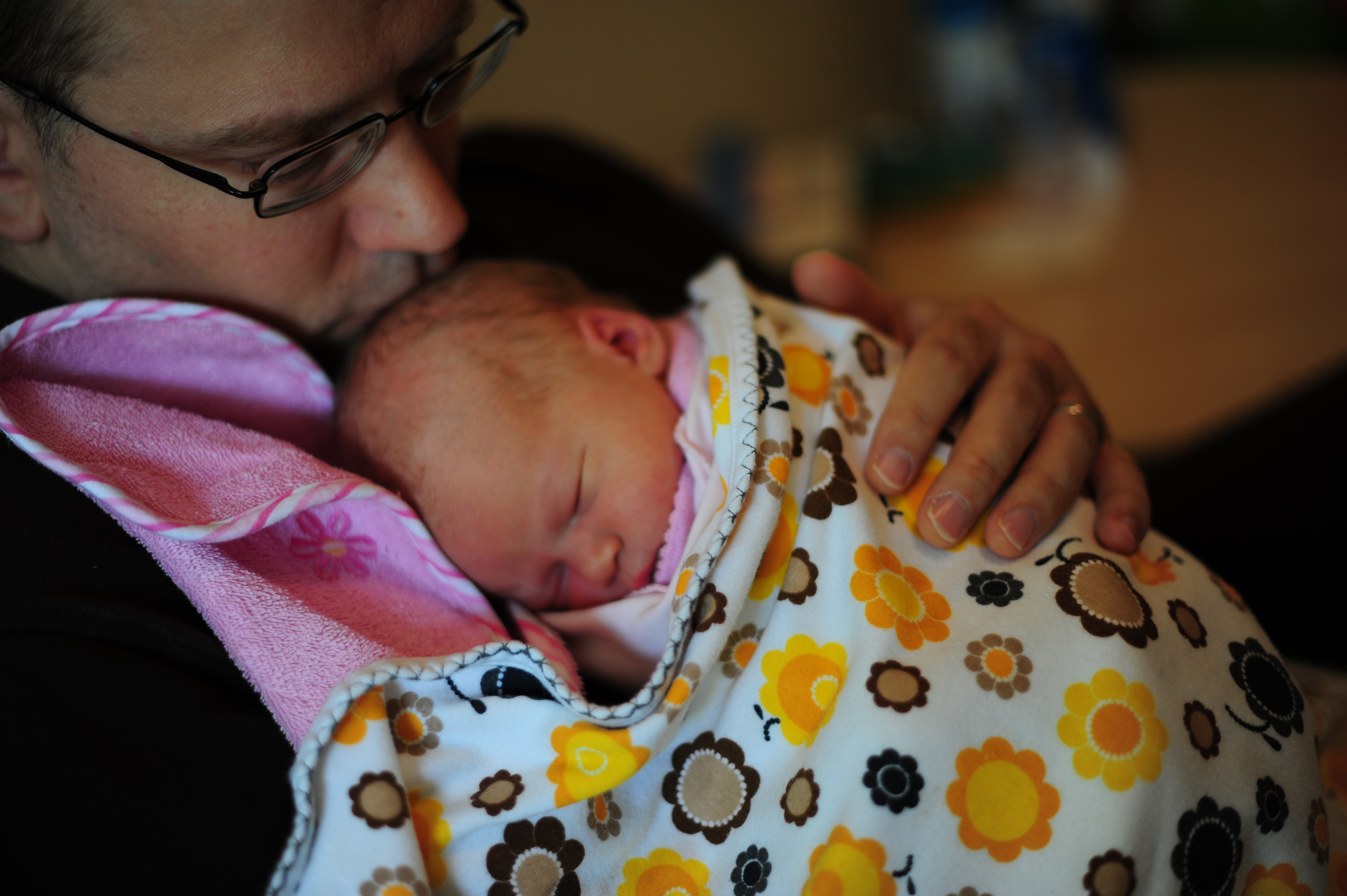
Vater mit Tochter
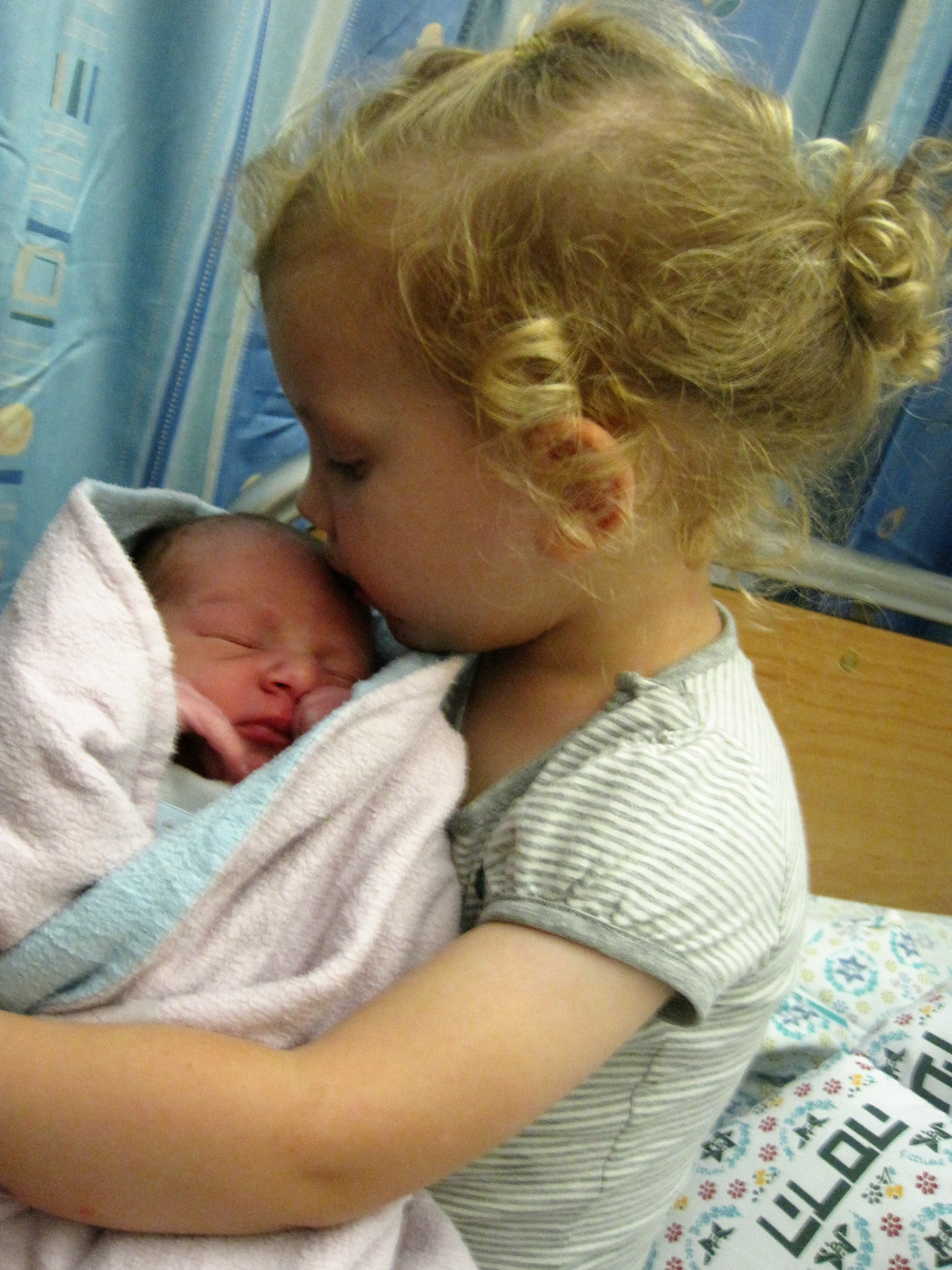
Dreijährige mit ihrem Bruder